# 阿爾派恩 (紐約州)
阿爾派恩（英語：Alpine）是位於美國紐約州斯凱勒縣的非建制地區。

## 歷史
阿爾派恩的郵局自1854年營運至今。

## 地理
阿爾派恩所處的海拔為高於海平面355米（即1165英呎），而該地所採用的時區為UTC-5，即北美东部时区（EST）。同時該地設有夏令時間，為UTC-5調快一小時，即UTC-4（EDT）。